# YZ-22B
A YZ-22B egy kínai vasúti személykocsi típus.

## Jellemzése
- Típus: Jing cuo
- Ülőhelyek száma: 118
- Tömeg: 43 t
- Maximális sebesség: 120 kilométer/h
- Hossz: 24676 mm
- Távolság couplers: 17000 mm
- Magasság: 4283 mm
- Szélesség: 3106 mm
- Az ablakok szélessége: 1000/650 mm
- Hőszigetelő: Polietilén
- Ülés elrendezés: 2+3
- Távolság az ülések között: 1500 mm
- Áramellátás: KFT-1 DC48V
- Világítás: fénycső
- Fűtés: Vízfűtés szén által
- Víztartály: 1000 L a tetőn
- Zsámolykocsi: 202/209/209 T
- Féktípus: 104
- Fékező henger térfogat: 406x305mm
- Coupler típus: 15. pont
- Puffer típus: 1. pont /g 1
- Gyártó: Changchun / Tangshan
- Gyártási év: 1988-1994

A kocsikat általában sötétzöldre festik.